# ATV (Antwerpse televisie)
ATV (Antwerpse Televisie) is een Belgische regionale televisiezender voor de regio rond Antwerpen-stad, die in december 1993 werd opgericht. De zender is gevestigd in de stad Antwerpen, op het Eilandje. Net als de meeste andere regionale zenders vormt regionaal nieuws een van de belangrijkste elementen in de zenderprogrammatie. De zender is ondertussen uitgegroeid tot een boegbeeld op gebied van regionale televisie.
Sinds 3 december 2012 is ATV volledig eigendom van Concentra, het huidige Mediahuis, eigenaar van de Antwerpse krant Gazet van Antwerpen. In 2022 werd besloten dat ATV en GvA enger met elkaar zullen samenwerken.
In 2024 besliste Mediahuis te stoppen met de regionale televisiezenders. Het verkocht haar aandeel in De Buren NV, de exploitant van ATV, aan Via Plaza, de eigenaar van onder meer Eclips TV.

## Programma's en presentatoren (heden)
- Nieuws: dagelijks nieuwsoverzicht uit de regio Antwerpen, met aandacht voor de feiten en de mensen achter het nieuws. Presentatie door Bieke Ilegems, Marie Niasse, Sjoert De Cremer, Lynn Gilot, Charlotte Rüdelsheim, Barbara Sauer, Grim Vermeiren en Dieter Vandepitte.
- Wakker op Zondag: wekelijkse debatten uit de Antwerpse politiek. Presentatie door Bieke Ilegems en Barbara Sauer.
- Relax: Presentatrice Marie Niasse trekt elke week naar hippe plekjes, of bijzondere evenementen.
- 100% cultuur: reportageprogramma rond het culturele leven in regio Antwerpen.
- Stadsreportage: reportageprogramma waarin Antwerpenaars en hun stad de hoofdrol spelen.

## Hoofdredacteuren
- 1993: Hans Tytgat
- 1993-1997: Roger Kesteloot
- 1997-1998: Kris Zeuwts
- 1998-2000: Rudy Collier
- 2000-heden: Hans Hellemans